# かみいち総合病院
かみいち総合病院（かみいちそうごうびょういん）は、富山県中新川郡上市町法音寺にある上市町立の医療機関。

## 沿革
出典は個別に提示されているものを除き、右記のものを使用する。
- 1950年
  - 7月14日 - 上市厚生病院町村組合の設立認可申請を県知事に対して行う。
  - 9月3日 - 着工。
- 1951年3月22日 - 『上市厚生病院』として竣工。3月24日に開院式。当時の規模は一般50床、伝染病20床、医師5人、薬剤師2人、放射線技師1人、看護師18人、事務職員その他18人の計44人であった。建物は2階建て、519.25坪、敷地面積は1,532坪。
- 1962年
  - 5月31日 - 上市町舟橋村組合立厚生病院が解散[3]。
  - 6月1日 - 上市町立の病院となる（『上市厚生病院』発足[3]）。
- 1963年3月20日 - 増築完成。計250床となる。
- 1968年2月3日 - 増改築工事起工。
- 1969年3月末 - 増改築工事完成（工事費3億3千万円、地上5階、地下1階、計270床の規模となった）。
- 1994年4月 - 富山県内の町村で初の訪問看護ステーションを開設[4]。
- 1997年
  - 4月 - 訪問リハビリと新生児訪問を開始[5]。
  - 7月 - 院外処方箋の発行開始[5]。
- 2001年4月 - 改築工事起工[6]。
- 2002年11月 - 新病院南館が竣工。同時に病院の名称を『かみいち総合病院』と変更[6]。
- 2004年
  - 3月 - 新病院北館が竣工[6]。
  - 10月1日 - 新病院が9月に整備が完成したことに伴い、グランドオープン[6]。
- 2007年12月3日 - 院内保育所『なかよし保育所』が開所[7]。

過去には伊折診療所（1952年1月1日開設）、白萩診療所（1954年4月1日開設）も存在していた。

## 診療科
- 内科
- 外科・胃腸科
- 小児科
- 産婦人科
- 耳鼻咽喉科
- 眼科
- 整形外科
- 皮膚科
- 泌尿器科
- 神経精神科
- 脳神経外科
- 放射線科
- 麻酔科
- 血管外科
- リハビリテーション科

## 主な指定
- 保険医療機関
- 国民健康保険療養機関
- 労災保険指定病院
- 労災保険二次健診等給付病院
- 救急告示病院（第二次救急病院）
- 市町村共済組合人間ドック指定病院
- 政府管掌健康保険組合検診指定病院
- 組合管掌健康保険組合検診指定病院
- 生活保護法指定病院
- 結核予防法指定病院
- 精神保健法指定病院
- 母体保護法指定病院
- 身体障害者福祉法指定医
- 原子爆弾被爆者一般疾病指定病院
- へき地医療拠点病院
- 日本医療機能評価機構認定病院ver6.0
- 臨床研修指定病院
- 産科医療補償制度加入機関
- 富山県難病医療協力病院
- 医療安全全国共同行動参加病院

## 交通アクセス
- 富山地方鉄道本線　上市駅下車　徒歩　約5分